# Baňa
Baňa ist eine Gemeinde im Nordosten der Slowakei mit 202 Einwohnern (Stand 31. Dezember 2024), die zum Okres Stropkov, einem Kreis des Prešovský kraj gehört.

## Geographie

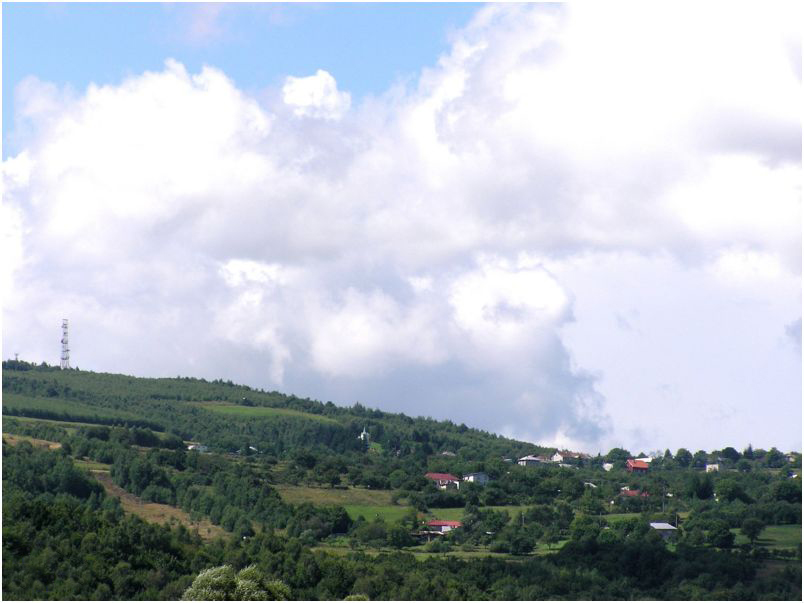
Baňa

Die Gemeinde befindet sich in den Niederen Beskiden im Bergland Ondavská vrchovina, im Tal des Baches Zimný potok im Einzugsgebiet der Ondava. Das Ortszentrum liegt auf einer Höhe von 415 m n.m. und ist sechs Kilometer von Stropkov entfernt.
Nachbargemeinden sind Duplín im Norden, Stropkov (Stadtteil Bokša) im Osten und Süden, Šandal im Süden und Šarišský Štiavnik im Westen.

## Geschichte
Baňa wurde erst 1957 durch Ausgliederung aus der Gemeinde Bokša gegründet, die seit 1964 ein Stadtteil von Stropkov ist. Ein Teil der Einwohner pendelte zur Arbeit in Forst- und Industriebetriebe in Stropkov, Svidník und Košice, die Landwirte waren privat organisiert.

## Bevölkerung
| Jahr                | 1994 | 2004    | 2014    | 2024     |
| ------------------- | ---- | ------- | ------- | -------- |
| Anzahl der Personen | 202  | 192     | 181     | 202      |
| Unterschied         |      | −4,95 % | −5,72 % | +11,60 % |

| Jahr                | 2023 | 2024    |
| ------------------- | ---- | ------- |
| Anzahl der Personen | 198  | 202     |
| Unterschied         |      | +2,02 % |

Nach der Volkszählung 2011 wohnten in Baňa 169 Einwohner, davon 133 Slowaken sowie jeweils ein Russine und Tscheche. 34 Einwohner machten keine Angabe zur Ethnie.
128 Einwohner bekannten sich zur römisch-katholischen Kirche und sieben Einwohner zur griechisch-katholischen Kirche. Bei 34 Einwohnern wurde die Konfession nicht ermittelt.

## Verkehr
Nach Baňa führt die Cesta III. triedy 3582 („Straße 3. Ordnung“) von Bokša und Stropkov heraus.